# Alpi Atesine
Le Alpi Atesine sono una sezione delle Alpi che interessa l'Italia e l'Austria; si trovano nel settore orientale della catena alpina e sono parte della catena principale. Il versante italiano appartiene alla regione del Trentino-Alto Adige, ricadendo in massima parte nella provincia autonoma di Bolzano, quello austriaco allo stato federato del Tirolo. 
L'espressione "Alpi Atesine" è usata in numerosi testi e atlanti italiani di Geografia, specie di carattere didattico e divulgativo. L'espressione, invece, non è utilizzata né nella Partizione delle Alpi, classificazione della catena alpina adottata nel 1924, né nella più recente Suddivisione Orografica Internazionale Unificata del Sistema Alpino (SOIUSA), del 2006. Ciò è dovuto alle parziali sovrapposizioni di significato con le espressioni "Alpi Noriche" ed "Alpi Retiche" ed inoltre al fatto che il termine "Alpi Atesine" è usato soprattutto in Italia e le suddivisioni delle Alpi citate hanno invece un respiro internazionale. Inoltre, a livello locale, al posto dell'espressione generica di "Alpi Atesine", sono usati soprattutto i nomi dei gruppi montuosi in esse compresi, di estensione più limitata: Alpi Venoste, Alpi Passirie, Alpi Sarentine, Alpi Breonie, Alpi Aurine, Alpi Pusteresi.
A seconda delle fonti, il Passo di Resia o il Passo dello Stelvio rappresentano il punto di separazione tra le Alpi Atesine e le Alpi Retiche, mentre il Passo di Monte Croce di Comelico o la Sella di Dobbiaco, sempre a seconda delle fonti, segnano il confine con le Alpi Carniche. Nelle Alpi Atesine si trova la Vetta d'Italia, tradizionalmente considerata il punto più a nord del territorio italiano.

## Etimologia

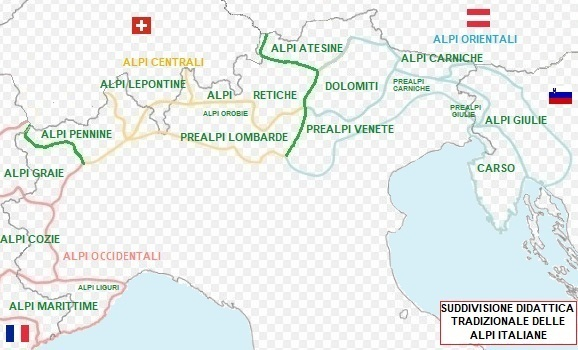
Le sezioni delle Alpi italiane secondo la tradizione didattica

Il termine "atesine" deriva dal latino  Athesis, che significa "Adige", in quanto in questo settore alpino si trovano le sorgenti di questo importante fiume; inoltre tutti i corsi d'acqua che nascono nel versante italiano delle Alpi Atesine sono tributari dell'Adige. L'importanza dell'Adige è data, se non altro dal fatto che per lunghezza (circa 410 km) esso è il secondo fiume italiano, dopo il Po, e per ampiezza di bacino (12 200 km²) il terzo, dopo il Po e il Tevere.

## Le Alpi Atesine in altre suddivisioni della catena alpina
Nella Partizione delle Alpi, del 1924, le Alpi Atesine non sono nominate, e la sezione corrispondente ad esse ricade nelle Alpi Retiche a ovest del Passo del Brennero, nelle Alpi Noriche ad est di questo passo. 
Neanche nella Suddivisione Orografica Internazionale Unificata del Sistema Alpino, del 2006, le Alpi Atesine sono citate, ed anche in questo caso sono suddivise in due parti dal Passo del Brennero; a ovest di esso ricadono nelle Alpi Retiche orientali, ad est nelle Alpi dei Tauri occidentali.
Nella suddivisione didattica tradizionale delle Alpi italiane le Alpi Atesine costituiscono una sezione alpina a sé stante: quella più ad ovest delle tre sezioni delle Alpi orientali.
In alcuni testi editi nell'Ottocento, ma anche in qualche testo recente, il settore alpino compreso tra il Passo di Resia e il passo di Monte Croce Comelico, e dunque corrispondente alle Alpi Atesine, è denominato "Alpi Tridentine" .

## Gruppi montuosi compresi nelle Alpi Atesine

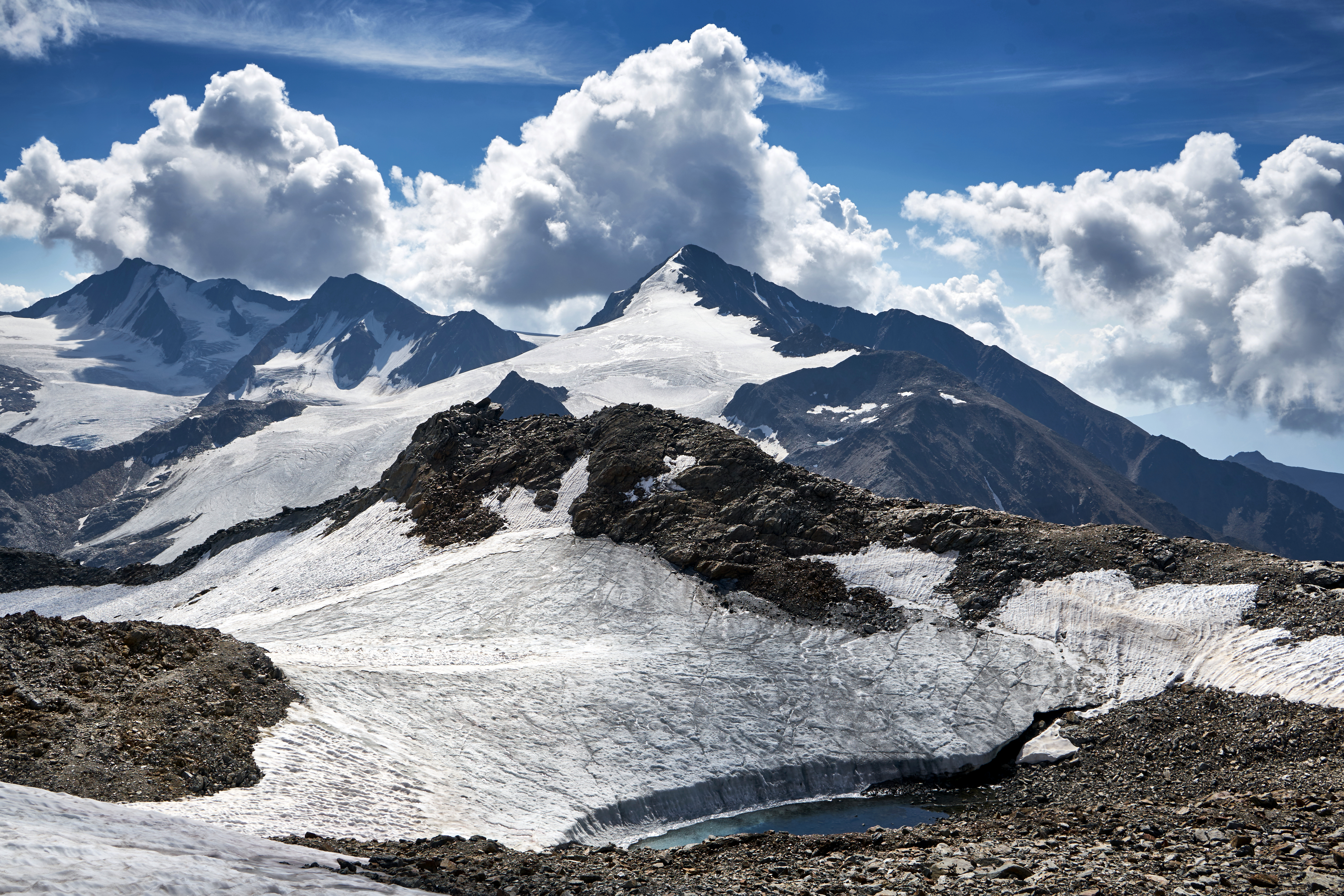
La Cresta di Senales, nelle Alpi Venoste.

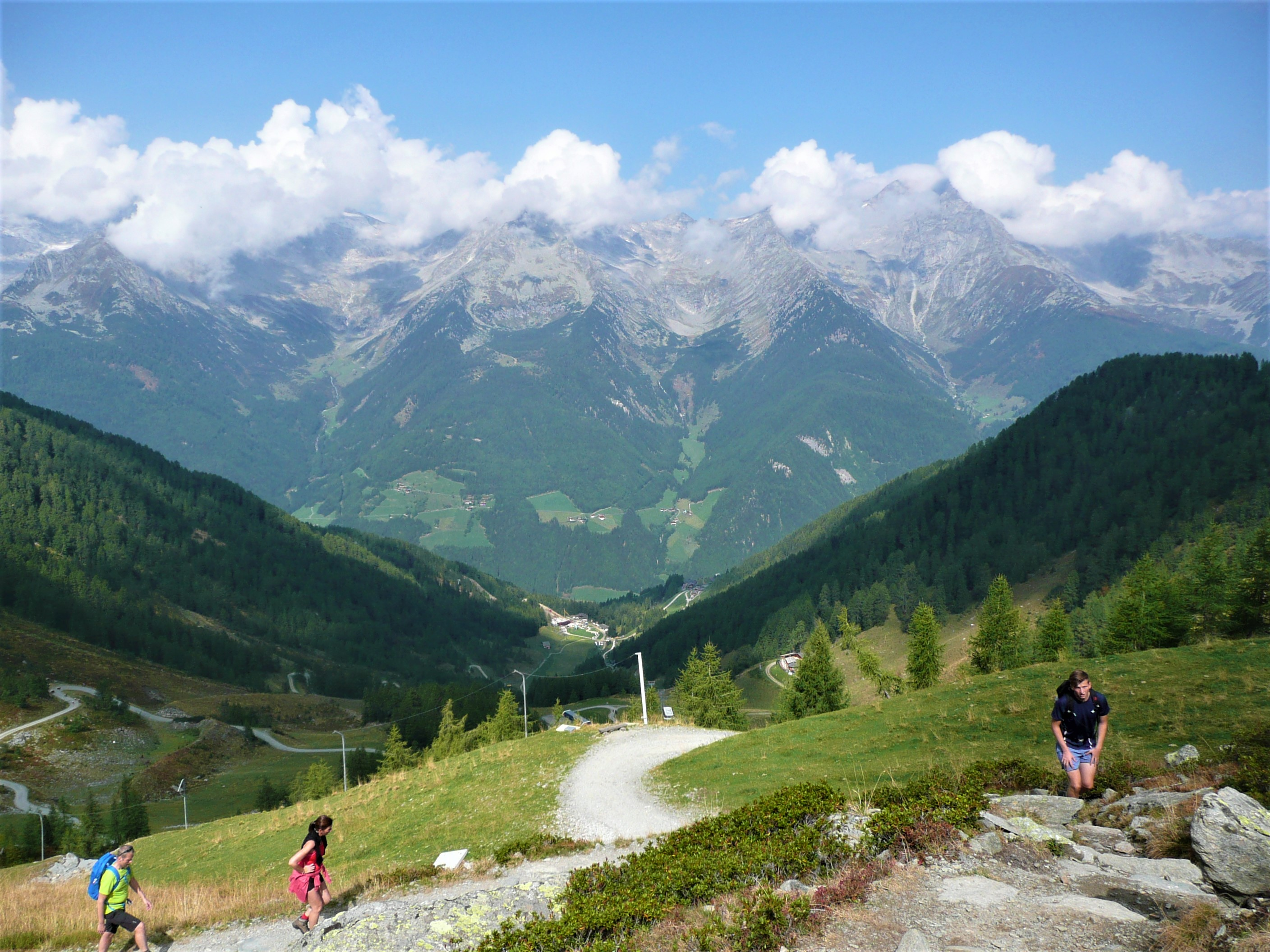
Valle Aurina.

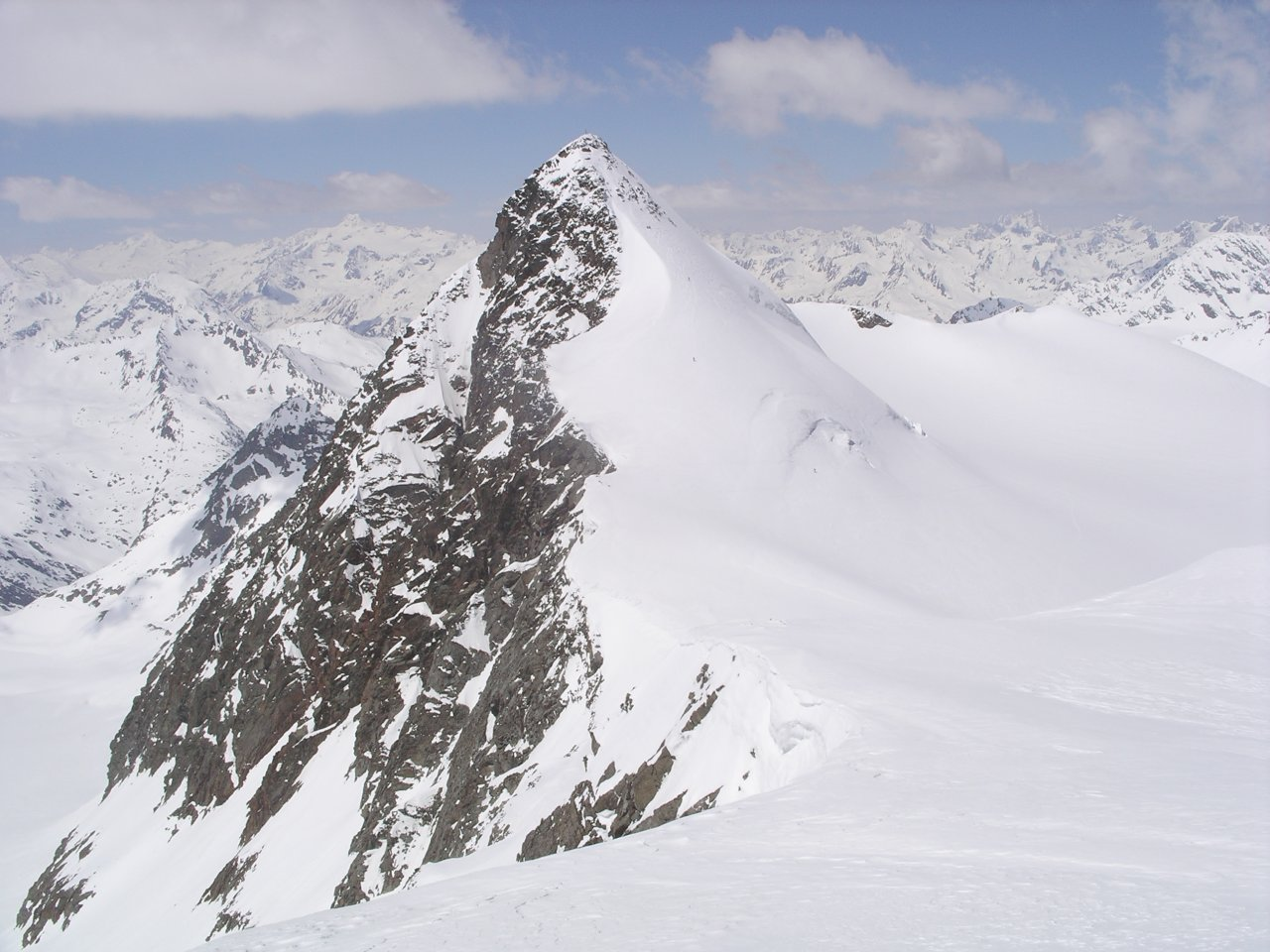
Pan di Zucchero

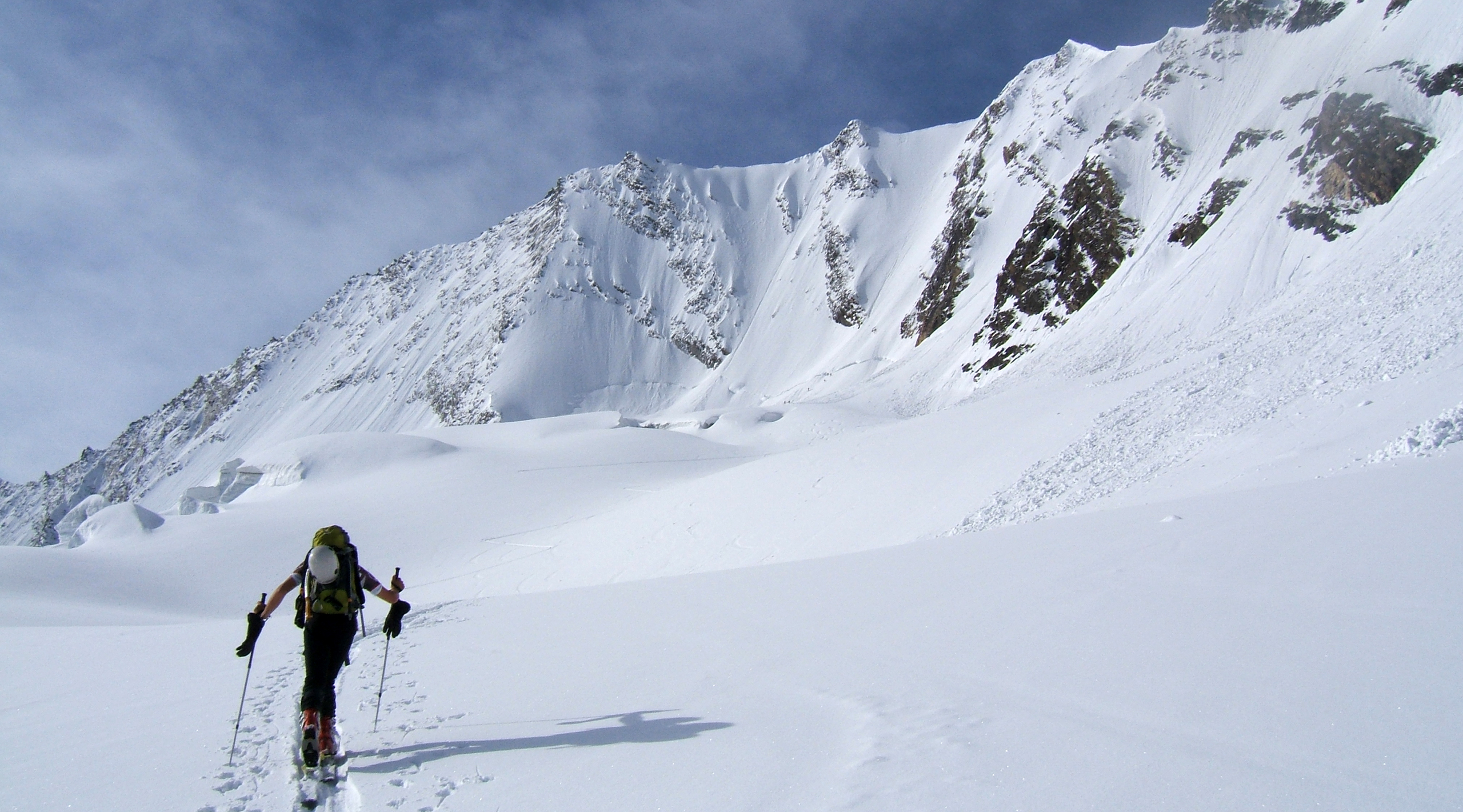
Gran Pilastro

Le Alpi Atesine comprendono i seguenti gruppi montuosi:
- le Alpi Venoste, tra il Passo di Resia e il Giogo di Vallelunga;
- le Alpi Passirie, tra il Giogo di Vallelunga e il Passo del Rombo;
- le Alpi Sarentine, comprendono un'area racchiusa dalla Valle dell'Adige, dalla Valle Isarco e dal Passo di Monte Giovo;
- le Alpi Breonie, tra il Passo del Rombo e il Passo del Brennero;
- le Alpi Aurine, tra il Passo del Brennero e la Forcella del Picco, alla testata della Valle Aurina;
- le Alpi Pusteresi, tra la Forcella del Picco e il Passo di Monte Croce di Comelico (o alla Sella di Dobbiaco).

Questi gruppi montuosi sono classificati, secondo i più comuni sistemi di ripartizione, nel modo indicato di seguito.
- Alpi Venoste
  - SOIUSA: sono una sottosezione facente parte della sezione delle Alpi Retiche orientali e comprendono anche le Alpi Passirie;
  - Partizione delle Alpi: sono un gruppo della sezione delle Alpi Retiche e comprendono anche le Alpi Passirie;
- Alpi Passirie
  - SOIUSA: sono un supergruppo delle Alpi Venoste;
  - Partizione delle Alpi: sono comprese nelle Alpi Venoste;
- Alpi Sarentine
  - SOIUSA: sono una sottosezione facente parte della sezione delle Alpi Retiche orientali;
  - Partizione delle Alpi: sono un gruppo della sezione delle Alpi Retiche
- Alpi Breonie
  - SOIUSA: sono suddivise in Alpi Breonie Occidentali, supergruppo facente parte della sezione delle Alpi Retiche orientali[13], e in Alpi Breonie Occidentali, settore facente parte della sezione delle Alpi dei Tauri occidentali;
  - Partizione delle Alpi: sono un gruppo della sezione delle Alpi Retiche
- Alpi Aurine
  - SOIUSA: sono un settore delle Alpi della Zillertal, facenti parte della sezione delle Alpi dei Tauri occidentali;
  - Partizione delle Alpi: non esiste questa denominazione, e la zona corrispondente è detta "Alpi della Zillertal", gruppo delle Alpi Noriche;
- Alpi Pusteresi
  - SOIUSA: sono una sottosezione facente parte della sezione delle Alpi dei Tauri occidentali;
  - Partizione delle Alpi: appartengono alla sezione delle Alpi Noriche.

## Monti, valli, fiumi
Tra i monti delle Alpi Atesine si ricordano quelli di altezza superiore a 3.500 m, elencati per sezione, da ovest ad est. Nelle Alpi Venoste si trovano il Palla Bianca, (3.738 m), il Similaun (3.602 m) e il Pan di Zucchero (3.507 m). Il Similaun è particolarmente famoso perché sulle sue pendici nel 1991 fu scoperto Ötzi, la mummia del Similaun. Nelle Alpi Aurine si trova il Gran Pilastro (3.510 m).
Tra le valli si ricordano le principali, da ovest ad est: la Val Venosta, percorsa dall'Adige, la Val Passiria, ove scorre il torrente Passirio, la Valle Isarco, solcata dell'omonimo fiume, La val Pusteria, formata nel versante italiano dal Rienza e infine la Valle Aurina che ha come torrente l'Aurino.

## Nella didattica
Le Alpi Atesine sono inserite nella nota filastrocca, simile ad un acrostico, utile a memorizzare i nomi delle sezioni delle Alpi italiane che si trovano nello spartiacque principale: MA COn GRAn PENa LE RETI ATtilio CAla GIÙ ossia: Marittime, Cozie, Graie, Pennine, Lepontine, Retiche, Atesine, Carniche, Giulie.